# Colmesnil-Manneville
Colmesnil-Manneville település Franciaországban, Seine-Maritime megyében. Lakosainak száma 107 fő (2022. január 1.). Colmesnil-Manneville Auppegard, Offranville, Sauqueville és Thil-Manneville községekkel határos.

## Népesség
A település népességének változása:
| Lakosok száma | 108  | 108  | 106  | 107  | 108  | 109  | 110  | 109  | 107  |
|               | 2013 | 2015 | 2016 | 2017 | 2018 | 2019 | 2020 | 2021 | 2022 |